# Преображенка (Шарлицький район)
Преображе́нка (рос. Преображенка) — село у складі Шарлицького району Оренбурзької області, Росія.

## Населення
Населення — 243 особи (2010; 428 у 2002).
Національний склад (станом на 2002 рік):
- росіяни — 95 %